# Überschall-Windkanal

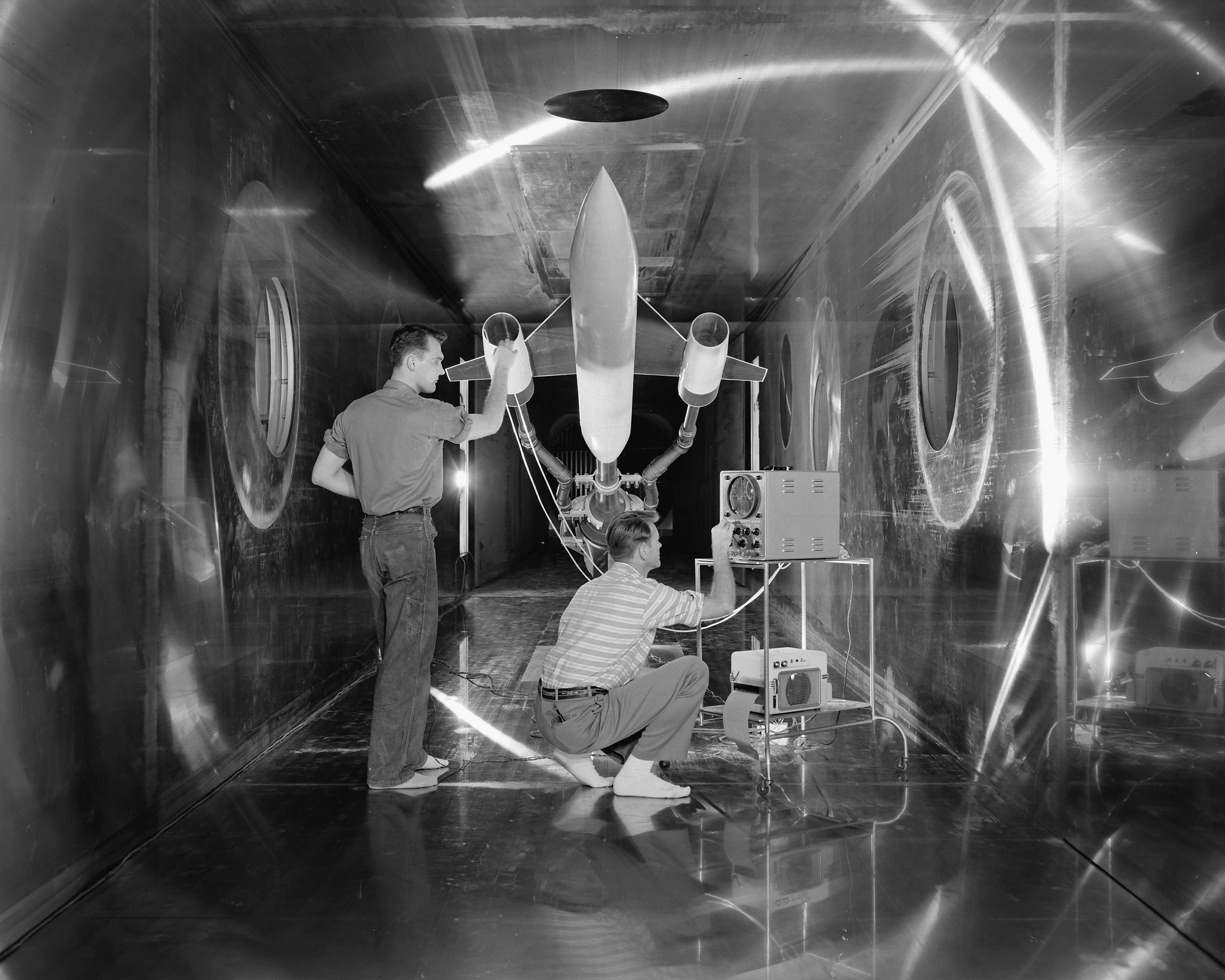
Ingenieure überprüfen ein Flugzeugmodell vor einem Testlauf in einem Überschall-Windkanal (Lewis Flight Propulsion Laboratory).

Ein Überschall-Windkanal ist ein Windkanal, in dem sich Objekte bei Strömungsgeschwindigkeiten von Mach-Zahlen zwischen 1,2 und 5 experimentell untersuchen lassen. Die Mach-Zahl und die Strömung werden durch die Düsen-Geometrie bestimmt, die Reynolds-Zahl wird durch Variation der Dichte (abhängig vom Druck vor der Düse) festgelegt. Ein hohes Druckverhältnis zwischen Ein- und Auslass ist zum Betrieb notwendig (für einen Betrieb bei Mach 4 ist ein Druckverhältnis von etwa 10 notwendig). Durch die Abkühlung des Gases bei der Beschleunigung durch die Düse kann Kondensation auftreten, welche Funktionsstörungen hervorruft. Daher sind Überschall-Windkanäle oftmals mit einer Lufttrocknungs- bzw. Vorheizeinrichtung ausgestattet. Wegen ihres sehr hohen Energiebedarfs (siehe unten) werden sie normalerweise nicht im Dauerbetrieb gefahren.

## Beschränkende Faktoren für die Auslegung

### Minimal notwendiges Druckverhältnis
Eine optimistische Schätzung ist, dass das Druckverhältnis im Windkanal kleiner als das Totaldruckverhältnis einer senkrechten Stoßwelle mit gleicher Mach-Zahl ist:
{\displaystyle {\frac {P_{t}}{P_{amb}}}\leq \left({\frac {P_{t_{1}}}{P_{t_{2}}}}\right)_{{\mathit {Ma}}_{1}={\mathit {Ma}}_{m}}}

### Temperatur im Messabschnitt und Kondensation
Die Temperatur nach der Düse berechnet sich zu
{\displaystyle {\frac {T_{m}}{T_{t}}}=\left(1+{\frac {\kappa -1}{2}}{\mathit {Ma}}_{m}^{2}\right)^{-1}}
wobei {\displaystyle \kappa } der Isentropenexponent ist. Beispiel: {\displaystyle T_{t}} = 330K: {\displaystyle T_{m}} = 70K bei {\displaystyle {\mathit {Ma}}_{m}} = 4
Die sinnvoll erreichbare Mach-Zahl ist also durch die Temperatur im Druckgasreservoir vorgegeben.

### Energiebedarf
Der Energiebedarf eines Überschall-Windkanals ist enorm, beispielsweise in der Größenordnung von 50 MW pro Quadratmeter Testfläche. Deshalb werden die meisten Kanäle mit Gas aus Hochdruckspeichern versorgt, was jedoch nur eine beschränkte Versuchsdauer erlaubt. Diese Bauart wird im Englischen als „intermittent supersonic blowdown wind tunnels“ bezeichnet (siehe Abbildung). Eine weitere Möglichkeit, das Druckverhältnis zu erhöhen, ist die Verwendung von Vakuumtanks am Windkanalauslass; man spricht dann von „indraft supersonic wind tunnels“.
Folgende Faktoren können im Allgemeinen als kritisch angesehen werden:
- Ausreichende Zufuhr trockener Druckluft
- Interferenz der Strömung mit den Windkanalwänden
- Ausreichend schnelle Messinstrumente für die kurzen Experimentzeiten

Aufbau eines Überschall-Windkanals

Windkanäle wie das Ludwieg-Rohr haben kurze Experimentzeiten (normalerweise weniger als eine Sekunde), eine vergleichsweise hohe Reynolds-Zahl, jedoch einen niedrigen Energiebedarf, da nicht kontinuierlich gefahren wird.

## Geschichte
In der Schweiz war an der ETH Zürich 1933/34 der erste Überschallkanal der Welt mit geschlossenem Kreislauf entwickelt worden. Ein erster nach dem Vakuumprinzip arbeitende Überschall-Windkanal für einen Querschnitt von 100×100 mm² mit variabler Machzahl bis Ma = 3,3 wurde von Rudolf Hermann (1904–1991) an dem vom Prandtl-Schüler Carl Wieselsberger (1887–1941) geleiteten Aerodynamischen Institut der TH Aachen konstruiert und 1935 in Betrieb genommen. Hermann führte an diesem Windkanal 1936 im Auftrag von Wernher von Braun erste aerodynamische Stabilitätsuntersuchungen an A3-Raketenmodellen durch.
Ab April 1937 baute Hermann in der Heeresversuchsanstalt Peenemünde ein eigenes Aerodynamisches Institut für einen Überschall-Windkanal mit einem Querschnitt von 400×400 mm² und Machzahlen Ma > 4 auf. In diesem wurde die aerodynamische Auslegung des A5 und des A4 optimiert. Im Jahr 1944 wurde dieser Windkanal nach Kochel am See verlagert. Ende 1945 wurde er durch die US-amerikanischen Streitkräfte demontiert und als Kriegsbeute nach White Oak, Maryland, gebracht.